# Hoplocorypha vittata
Hoplocorypha vittata es una especie de mantis de la familia Thespidae.

## Distribución geográfica
Se encuentra en Malaui y Tanzania.